# Akihiko Umeda
Akihiko Umeda (jap. 梅田昭彦 Umeda Akihiko; ur. 23 grudnia 1947 w prefekturze Kanagawa) – japoński zapaśnik walczący w stylu wolnym. Olimpijczyk z Monachium 1972, gdzie zajął szóste miejsce w kategorii 48 kg.
Wicemistrz świata w 1970; trzeci w 1969; czwarty w 1971 roku.